# جون الأول. دي غراف
جون الأول. دي غراف هو ضابط وسياسي أمريكي، ولد في 2 أكتوبر 1783 في سكنيكتادي في الولايات المتحدة، وتوفي بنفس المكان في 26 يوليو 1848. نشط حزبياً في الحزب الديمقراطي. وقد انتخب عضو مجلس النواب الأمريكي ‏.